# Казачинський район
Каза́чинський райо́н (рос. Казачинский район) — адміністративна одиниця та муніципальне утворення в центральній частині Красноярського краю. Адміністративний центр — село Казачинське.

## Географія
Суміжні території:
- Північ: Мотигінський та Єнісейський район Красноярського краю
- Схід: Тасеєвський район
- Південь: Великомуртинський район
- Захід: Піровський район

Площа території — 574 000 га.
37 населених пунктів об'єднані в 14 сільрад.

## Історія
Район утворений в квітні 1924 року. 

## Населення
Населення — 12 тисяч осіб.